# Louis Lauga
Pour les articles homonymes, voir Lauga.
Louis Lauga, né le 16 février 1940 à Momas (Basses-Pyrénées), est un homme politique français.

## Biographie
Agriculteur et président du Centre national des jeunes agriculteurs, il s'oriente ensuite vers la politique.
En 2004, il est nommé inspecteur général de l'agriculture.

## Détail des fonctions et des mandats
Mandats parlementaires
- 16 mars 1986 - 14 mai 1988 : Député des Landes
- 28 mars 1993 - 21 avril 1997 : Député de la 1re circonscription des Landes